# 7361 Ендрес
7361 Ендрес (7361 Endres) — астероїд головного поясу, відкритий 16 лютого 1996 року.
Тіссеранів параметр щодо Юпітера — 3,373.